# (6021) 1991 TM
(6021) 1991 TM es un asteroide perteneciente al cinturón de asteroides, región del sistema solar que se encuentra entre las órbitas de Marte y Júpiter, más concretamente a la familia de Vesta, descubierto el 1 de octubre de 1991 por Robert H. McNaught desde el Observatorio de Siding Spring, Nueva Gales del Sur, Australia.

## Designación y nombre
Designado provisionalmente como 1991 TM. 

## Características orbitales
1991 TM está situado a una distancia media del Sol de 2,415 ua, pudiendo alejarse hasta 2,734 ua y acercarse hasta 2,096 ua. Su excentricidad es 0,132 y la inclinación orbital 6,802 grados. Emplea 1371,43 días en completar una órbita alrededor del Sol.

## Características físicas
La magnitud absoluta de 1991 TM es 13,1. Tiene 5,456 km de diámetro y su albedo se estima en 0,374. 